# Főnyed
Főnyed es un pueblo ubicado en el distrito de Marcali, en el condado de Somogy, Hungría.

## Superficie
Posee una superficie de 5,730 kilómetros cuadrados.

## Demografía
Hasta 2019 la población era de 65 habitantes, con una densidad de población de 11,34 habitantes por kilómetro cuadrado.